# Le Vent Tourne
A Le Vent Tourne című dal a francia Alliance Ethnik kizárólag promóciós célból megjelent kiadványa, mely albumra nem került fel, és mini CD formátumban jelent meg.
A dal a csapat Best Of című 2002-ben kiadott lemezén található.

## Megjelenések
CD mini  Németország Delabel – DE 3697
1. Le Vent Torune 4:11

## Külső hivatkozások
- Diszkográfia a Shazam oldalán[2]